# ایوی انما
ایوی انما (استونیایی: Ivi Eenmaa؛ زادهٔ ۲ ژوئن ۱۹۴۳) سیاستمدار و نماینده مجلس اهل استونی است.